# Miguel Ángel López (siatkarz)
Miguel Ángel López Castro (ur. 25 marca 1997 w Cienfuegos) – kubański siatkarz, grający na pozycji przyjmującego, reprezentant kraju. 

## Sukcesy klubowe
Klubowe Mistrzostwa Ameryki Południowej:
- 2022[3], 2023[4], 2024[5]
- 2020

Puchar Brazylii:
- 2021, 2023[6], 2024[7]

Superpuchar Brazylii:
- 2021, 2022[8]

Klubowe Mistrzostwa Świata:
- 2021
- 2022[9]

Mistrzostwo Brazylii:
- 2022[10], 2023[11]

Klubowe Mistrzostwa Azji:
- 2025[12]

## Sukcesy reprezentacyjne
Mistrzostwa Ameryki Północnej, Środkowej i Karaibów Juniorów:
- 2016

Puchar Panamerykański U-23:
- 2018
- 2016

Puchar Panamerykański:
- 2019[13][14], 2022[15]
- 2017, 2018

Puchar Panamerykański Juniorów:
- 2017

Mistrzostwa Świata Juniorów:
- 2017

Mistrzostwa Świata U-23:
- 2017

Igrzyska Panamerykańskie:
- 2019

Mistrzostwa Ameryki Północnej, Środkowej i Karaibów:
- 2019
- 2023

## Nagrody indywidualne
- 2016: Najlepszy przyjmujący i zagrywający Pucharu Panamerykańskiego U-23
- 2017: Najlepszy przyjmujący Pucharu Panamerykańskiego Juniorów
- 2017: Najlepszy przyjmujący Pucharu Panamerykańskiego
- 2018: Najlepszy przyjmujący Pucharu Panamerykańskiego
- 2018: Najlepszy przyjmujący Pucharu Panamerykańskiego U-23
- 2019: MVP Pucharu Panamerykańskiego
- 2019: MVP Mistrzostw Ameryki Północnej, Środkowej i Karaibów
- 2020: Najlepszy przyjmujący Klubowych Mistrzostw Ameryki Południowej
- 2021: Najlepszy przyjmujący Mistrzostw Ameryki Północnej, Środkowej i Karaibów
- 2021: MVP i najlepszy przyjmujący Klubowych Mistrzostw Świata
- 2022: Najlepszy zagrywający Pucharu Panamerykańskiego
- 2023: MVP Klubowych Mistrzostw Ameryki Południowej[16]
- 2023: Najlepszy zagrywający Mistrzostw Ameryki Północnej, Środkowej i Karaibów
- 2023: Najlepszy przyjmujący i punktujący Igrzysk Panamerykańskich[17]
- 2024: MVP i najlepszy przyjmujący Klubowych Mistrzostw Ameryki Południowej[18]
- 2025: Najlepszy przyjmujący Klubowych Mistrzostw Azji[19]